# Diepenbrockstraat 46
Diepenbrockstraat 46 is een kerkgebouw aan de Diepenbrockstraat in Amsterdam-Zuid. De zijgevel staat aan de Herman Gorterstraat.
Hier werd in de periode tussen 1931 en 1933 een kerkgebouw neergezet voor de Remonstrantse Gemeente in Amsterdam. Zij hadden al een kerk een de Keizersgracht, maar zagen ook dat de stadsuitbreiding aan de zuidkant van Amsterdam rijp was voor een kerk. De kerk werd eigenlijk nog in het niets gebouwd; de straat had nog geen definitieve naam; de kerk zou gebouwd worden op een geplande hoek aan de Verlengde Diepenbrockstraat. Hier lagen tot de jaren twintig nog landerijen, maar in het volgend decennium kwam de stadsbebouwing naar hier. In 1931 werd een zanderig terrein in de punt Zuider Amstelkanaal, Boerenwetering en Verlengde Diepenbrockstraat vrijgehouden voor het Vossius Gymnasium en ten noorden daarvan een kerk. De kerk kwam echter zuidelijk van gymnasium te liggen. In de winter 1931/1932 werd de bouw aanbesteed; een aannemer zag kan het gebouw voor 105.500 gulden te bouwen. Er moest gebouwd worden op een 1500 m² groot terrein. Op 18 juni 1933 kon de inwijdingsceremonie gehouden worden tijdens de eerste dienst. Dat het nog “in het niets lag” blijkt uit dat de brug die beide delen Diepenbrockstraat met elkaar zou moeten verbinden nog gebouwd moest worden. 
De kerk werd gebouw naar een ontwerp van architect Jordanus Roodenburgh, een vertegenwoordiger van de bouwstijl Amsterdamse School. Het was echter niet zijn eerste ontwerp, dat tot uitvoer zou worden gebracht. Roodenburgh dacht eerst aan een veel kleinere kerk met bijgebouwen, dat ingebed zou worden tussen de stadsvilla’s die hier gebouwd waren/werden. De kunstredactie van De Telegraaf van 19 juni 1933 omschreef dat als middeleeuws eenvoudig. Het werd heel anders. Er kwam een spits gebouw van eigenlijk slechts één bouwlaag met daarbovenop een puntgevel met zadeldak, die duidelijk boven de omgeving uitsteekt. In die gevelwand, grotendeels opgetrokken uit baksteen met hier en daar wat natuursteen, is een toegang onder een boogconstructie geplaatst, met daarboven een groot kruis in diepliggend glas in lood. Dit hoge puntdak wordt, in weerwil van het oorspronkelijke ontwerp, qua hoogte nog overtroffen door de klokkentoren en de daarop staande torenbedekking. In de kerk is gebruik gemaakt van spitsboogconstructies om het dak te ondersteunen. Het baksteen wordt hier en daar onderbroken door bewerkte natuurstenen sluitstenen met beeldhouwwerk van Louise Beijerman.
De kerk werd bekend als Remonstrantse Kerk Vrijburg, die in de jaren na oplevering overkwam van Keizersgracht 102, de Rode Hoed. Op 26 september 2005 werd het gebouw opgenomen in het rijksmonumentenregister. Daarbij was niet alleen gekeken naar de architectonisch en cultuurhistorische waarde. Zo werd de kerk ook hoog beoordeeld als overblijfsel van architectuur binnen het protestantisme in het tweede kwart van de 20e eeuw. Enkele kerken uit die periode waren alweer uit het stadsbeeld verdwenen; deze was in 2005 nog puntgaaf. Daarnaast is het gebouw opvallend vanwege de inpassing in het stedenbouwkundig plan in het wijkje, dat tegenover het Beatrixpark werd gebouwd. Bovendien is er in de omgeving niet zo’n hoge kap te vinden met zo’n hoge torenspits. 
In 2023-2024 krijgen kerkgangers te maken met een “herbeleving”; de Diepenbrockstraat ligt dan in verband met herstelwerkzaamheden een jaar open.  

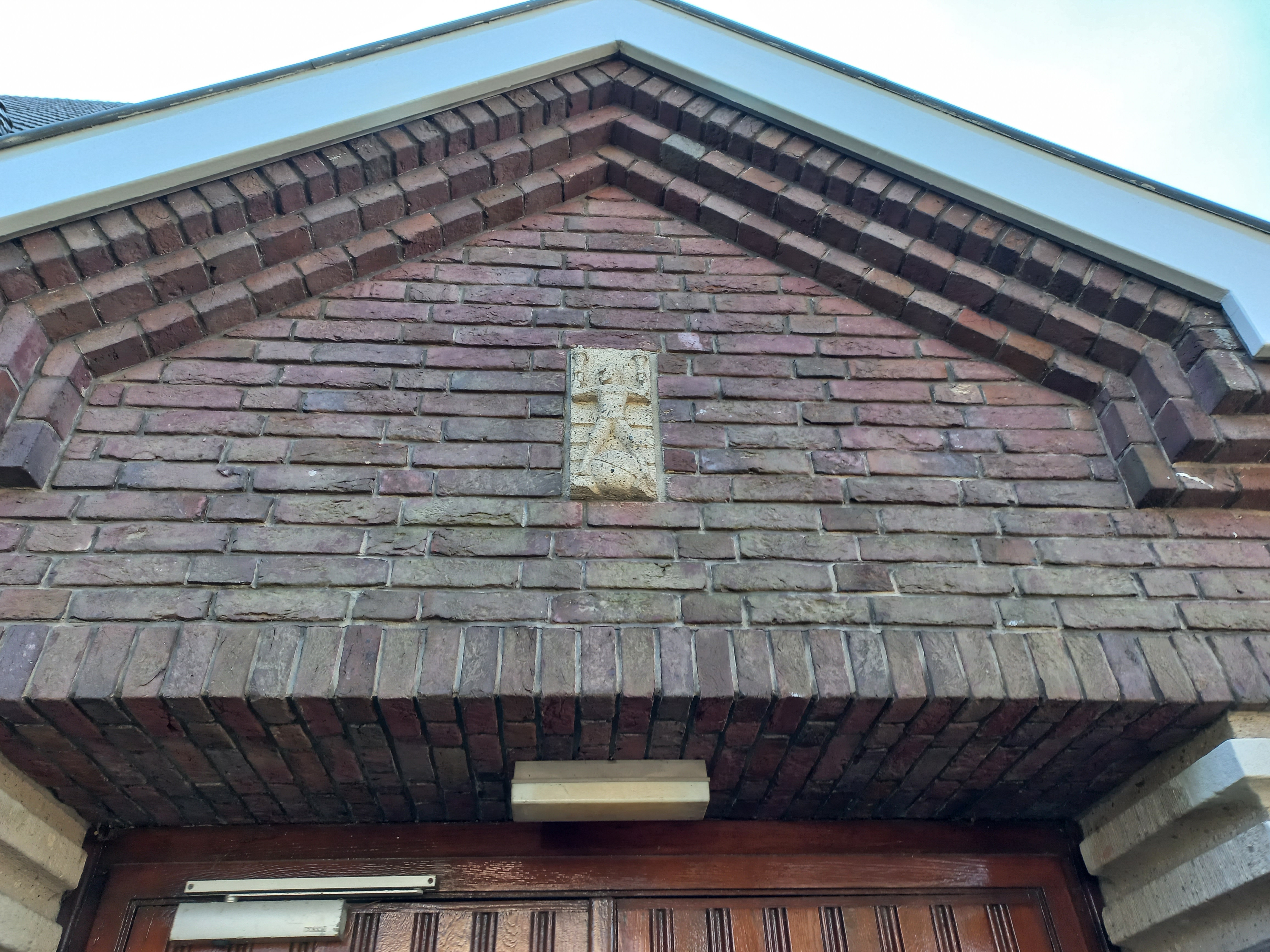
Beeldhouwwerkje boven toegang zijgevel (april 2023)

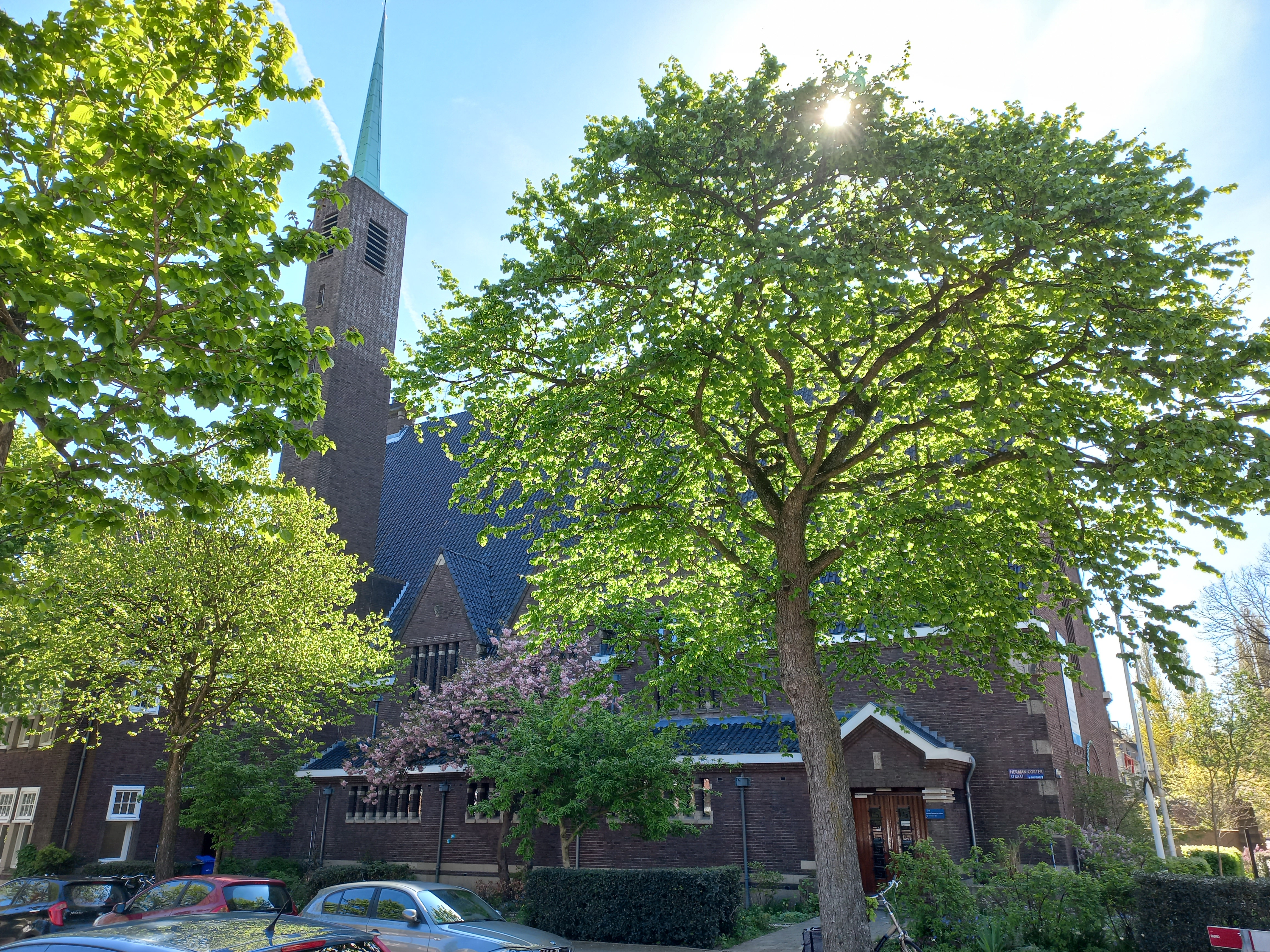
Hoog dak en toren (april 2023)